# Saeko
Saeko (紗栄子? n. 16 noiembrie 1986) este o actriță și fotomodel japonez, care a jucat mai multe roluri în filme și seriale japoneze.

## Viața personală
Pe 11 noiembrie 2007, ea s-a căsătorit cu Yu Darvish. Cei doi au ales data de 11/11 pentru că 11 a fost numărul lui Yu Ei au făcut nuntă în Hawaii în ianuarie 2008. Cuplul are doi baieți, dar au divorțat în 2012.

## Filmografie

### Seriale TV
- Natsu no Hikari
- Tenka
- Aijo Ippon
- Be Bop High School 2
- Dragon Zakura
- Konya Hitori no Beddo de
- Nodame Cantabile
- Saigo no Nightingale
- Good Job

### Filme
- Fune o Oritara Kanojo no Shima
- Sen o Furitara Kanojo no Shima
- One Missed Call
- Nana
- Backdancers!
- Like a Dragon